# San Miguel Dueñas
San Miguel Dueñas är en kommunhuvudort i Guatemala.   Den ligger i departementet Departamento de Sacatepéquez, i den sydvästra delen av landet, 30 km väster om huvudstaden Guatemala City. San Miguel Dueñas ligger 1 466 meter över havet och antalet invånare är 8 424.
Terrängen runt San Miguel Dueñas är kuperad åt nordost, men åt sydväst är den bergig. Runt San Miguel Dueñas är det tätbefolkat, med 476 invånare per kvadratkilometer. Närmaste större samhälle är Ciudad Vieja, 4,2 km öster om San Miguel Dueñas. I omgivningarna runt San Miguel Dueñas växer i huvudsak städsegrön lövskog.